# 牯牛山乡
牯牛山乡，是中华人民共和国湖南省常德市桃源县下辖的一个乡镇级行政单位。

## 行政区划
牯牛山乡下辖以下地区：
落马洞村、冷家溪村、十八登村、蔡家塘村、黄山溪村和牯牛山村。